# Vaisala
Pour les articles homonymes, voir Vaisala (homonymie).
Vaisala (en finnois: [ˈʋæi̯sælæ]) est une société finlandaise, fondée en 1936, qui développe, fabrique et commercialise des produits et services pour la mesure environnementale et industrielle.

## Marchés
Ses principaux groupes de clients et marchés sont : les services météorologiques et hydrologiques nationaux, les services à l'aviation, les forces armées, les autorités routières, le secteur de l'énergie, les industries des sciences de la vie et de la haute technologie et l'automatisation des bâtiments.

## Établissements
La société mère Vaisala Oyj, établie à Vantaa en Finlande, est cotée au NASDAQ OMX Helsinki. Le groupe Vaisala possède des bureaux et des opérations en Finlande, aux États-Unis, au Royaume-Uni, au Canada, en France, en Allemagne, en Chine, en Inde, en Suède, en Malaisie, en Corée du Sud, au Brésil, aux Émirats arabes unis, au Japon et en Australie. Il employait 1 529 personnes et affichait un chiffre d'affaires net de 346,3 millions d'euros en 2017 avec des clients dans plus de 140 pays,.

## Histoire
Les origines de Vaisala remontent aux années 1930, lorsque le professeur Vilho Väisälä (1889-1969), fondateur et directeur général, a développé une radiosonde qu'il testa en décembre 1931. Après ce premier sondage, Väisälä poursuivit le développement et les tests jusqu'à la mise en production en 1936. Le premier système de sondage comprenait un récepteur de radiosonde semi-automatique, un dispositif d'étalonnage et un ensemble de vérification au sol.
Dès le début, Vaisala exporta un pourcentage de sa production et celle-ci augmenta avec la renommée de la radiosonde. Durant la Seconde Guerre mondiale, les activités commerciales et les livraisons internationales furent grandement touchées par l'invasion de la Finlande par l'URSS (Guerre d'Hiver) et son alignement subséquent avec l'Allemagne nazie (Guerre de Continuation). En 1944, le professeur Väisälä créa une société appelée Mittari Oy ("Gauge Incorporated") pour augmenter la production de radiosondes. La société employait 13 personnes à l'époque.
Les décennies d'après-guerre furent marquées par des efforts acharnés pour relancer l'économie et en 1954, Vaisala employait 60 personnes. À la fin de 1954, une usine de fabrication moderne a été relocalisée à Vantaa. En 1955, le nom de Mittari fut changé pour Vaisala. Grâce aux efforts importants déployés pour développer les produits, les développements des années 1950 et 1960 ont amené le système de radiosondage de Vaisala à être complètement électronique et au développement du premier récepteur de radiosonde automatique. La radiosonde RS13, entièrement transistorisée, fut introduite en 1965, en même temps que le premier récepteur d'images pour satellite météorologique. Yrjö Toivola (fi) est devenu directeur général de la société à la mort du professeur Vilho Väisälä en 1969.
De ce début modeste, la société a évolué pour devenir un leader mondial dans de nombreux domaines de mesures environnementales. Depuis lors, le siège social a été agrandi à plusieurs reprises et la gamme de produits Vaisala s'est considérablement diversifiée et élargie.

## Produits et services

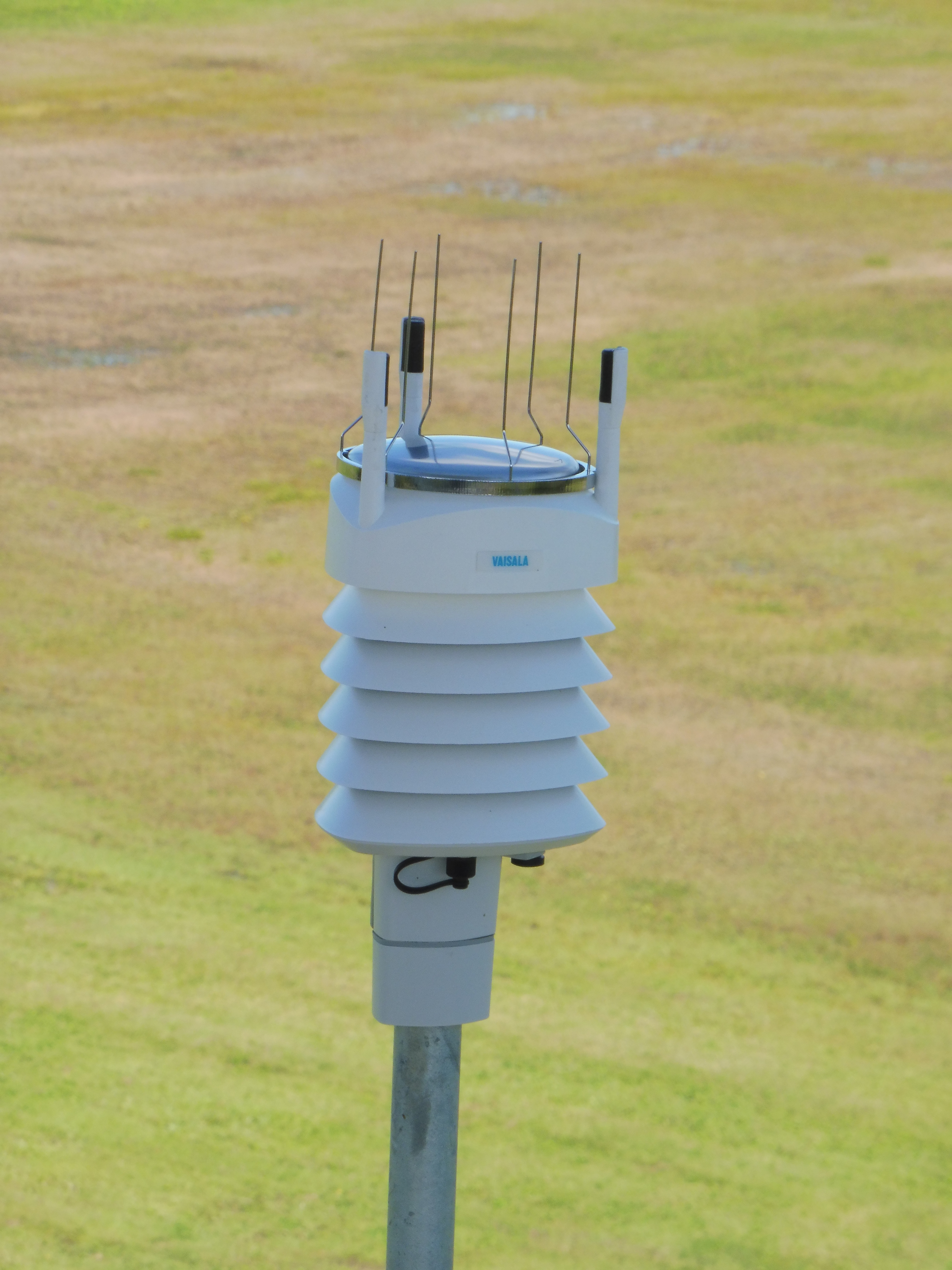
Station météorologique à multi-capteurs.

### Instruments de mesure
- Multi-capteurs météo pour :
  - Humidité et température ;
  - Point de rosée ;
  - Pression atmosphérique ;
  - Anémomètre.
- Instruments météorologiques optiques.

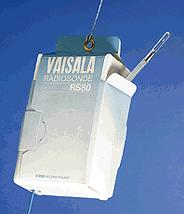
Radiosonde.

- Dioxyde de carbone ;
- Humidité dans l'huile ;
- Mesure de l'oxygène ;

### Systèmes de mesure
- Radiosondes et catasondes ;
- Stations météorologiques automatiques ;
- Détecteurs de foudre ;
- Radars météorologiques ;
- Profileurs de vents, en particulier des lidars et sodar.

### Application et services
- Systèmes météorologiques d'aviation ;
- Systèmes météorologiques de circulation;
- Systèmes météorologiques et hydrologiques ;
- Applications personnalisées, telles que le fonctionnement du réseau, les services d'aide à la décision et services personnalisés de données via le propre réseau d'observation de Vaisala ;
- Services d'évaluation pour l'industrie éolienne ;
- Services d'évaluation personnalisés basés sur la prévision numérique du temps pour des utilisateurs particuliers.